# Sowan Kidul
Sowan Kidul is een bestuurslaag in het regentschap Japara van de provincie Midden-Java, Indonesië. Sowan Kidul telt 5936 inwoners (volkstelling 2010).